# Anja Miller
Anja Miller (* 4. November 1971 in München) ist eine deutsche Journalistin.

## Ausbildung
Anja Miller besuchte das Oskar-von-Miller-Gymnasium München, wo sie 1990 ihr Abitur machte. Nach dem Abitur absolvierte sie in einer Lokalzeitung in Oberbayern ein Praktikum. Von 1991 bis 1997 studierte sie in Bamberg Diplomgermanistik, Journalistik, Wirtschaft und Geschichte. Zwischendurch, von 1994 bis 1995, absolvierte sie ein Auslandsjahr an der University of Waterloo, Ontario, Linguistik, und schloss dieses mit einem „Master of Arts“ ab. Während ihrer Zeit in Bamberg arbeitete sie frei als Hörfunk-Reporterin für das BR-Studio Nürnberg. 1996 wurde sie für das Volontariat beim Bayerischen Rundfunk angenommen.

## Beruflicher Werdegang
Beim BR war Anja Miller nach ihrem Volontariat zunächst in der Wirtschaftsredaktion des Bayerischen Fernsehens tätig, wo sie vornehmlich Beiträge für die Wirtschaftssendungen im BR und in der ARD erstellte sowie die Wirtschaftsthemen im ARD-Mittagsmagazin plante. Über diesen Weg kam sie 2001 in die Redaktion des ARD-Mittagsmagazins und war dort 10 Jahre lang stellvertretende Redaktionsleiterin und Chefin vom Dienst. Von 2012 bis 2014 leitete sie die trimediale Ausbildungsredaktion des Bayerischen Rundfunks und wechselte 2014 zurück ins aktuelle Fernsehen als Leiterin des Bereichs Fernsehaktualität im Bayerischen Fernsehen. 2021 übernahm Miller die Leitung des BR-geführten ARD-Studios Rom. Sie war dort für die Berichterstattung aus Italien, Griechenland, Malta und dem Vatikan verantwortlich. Am 1. Oktober 2024 wurde sie zur Leiterin der Hauptabteilung BR Franken (Studio Franken) berufen.